# Nguyễn Văn Chánh
Nguyễn Văn Chánh (1945 – 26 tháng 9 năm 2020) là một sĩ quan của Quân đội nhân dân Việt Nam, hàm Trung tá, nguyên Phó chỉ huy trưởng động viên Ban chỉ huy quân sự quận Thủ Đức, Bộ Tư lệnh Thành phố Hồ Chí Minh. Ông được nhà nước Việt Nam phong tặng danh hiệu Anh hùng Lực lượng vũ trang nhân dân vào ngày 23 tháng 11 năm 1969.

## Cuộc đời
Nguyễn Văn Chánh sinh năm 1945 tại xã Ninh Quới, huyện Hồng Dân, tỉnh Minh Hải. Ông nhập ngũ từ tháng 9 năm 1964 và không lâu sau thì được kết nạp vào Đảng Cộng sản Việt Nam. Từ khi nhập ngũ, dù chiến đấu ở nhiều nơi có hoàn cảnh khó khăn thì ông vẫn lập được nhiều thành tích như diệt được nhiều quân nhân Mỹ, bắn cháy 8 xe tăng, xe bọc thép và thu được 2 súng. Ngày 21 tháng 7 năm 1967, trong một trận đánh với đoàn xe cơ giới trên đường số 2, ông đã chỉ huy trung đội mình tiêu diệt 5 xe, tạo điều kiện thuận lợi cho đơn vị tiến lên tiêu diệt 26 xe khác.
Trong trận tấn công vào Sân bay Biên Hòa ngày 31 tháng 1 năm 1968, ông tiếp tục diệt được 1 xe quân sự của Mỹ. Đến trận Chà Là vào ngày 21 tháng 8 cùng năm, ông đã chỉ huy trung đội diệt được 12 xe quân sự, riêng ông là 4 chiếc. Ông được nhà nước Việt Nam phong tặng danh hiệu Anh hùng Lực lượng vũ trang nhân dân lúc đang là Đại đội phó Đại đội 6 bộ binh thuộc Tiểu đoàn 2, Trung đoàn 5, Sư đoàn 5. Ngày 26 tháng 9 năm 2020, ông qua đời, thọ 75 tuổi.

## Khen thưởng
- Anh hùng Lực lượng vũ trang nhân dân;[4]
- Huân chương Chiến công hạng Ba;
- Huân chương Kháng chiến chống Mỹ, cứu nước hạng Ba;
- Huân chương Chiến sĩ vẻ vang hạng Nhất, Nhì, Ba;
- Huy chương Quân kỳ Quyết thắng.